# NGC 1814
NGC 1814 ist die Bezeichnung eines Emissionsnebels mit einem eingebetteten offenen Sternhaufen im Sternbild Dorado. Das Objekt liegt in der Großen Magellanschen Wolke und wurde am 16. Dezember 1835 von John Herschel entdeckt.